# Armin Keppel
Armin Keppel (* 22. November 1943) ist ein deutscher Bauingenieur. Von 2003 bis 2008 war er Präsident des Eisenbahn-Bundesamtes.

## Werdegang
Nach Ausbildung (bei der Deutschen Bundespost) und Wehrdienst erwarb er 1967 das Abitur. Keppel studierte Bauingenieurwesen an der TH Darmstadt.
Nach dem Studium arbeitete er als Referendar bei der Bundesbahndirektion Frankfurt am Main. In den Jahren 1976 und 1977 arbeitete er als wissenschaftlicher Mitarbeiter für Neubaustreckenplanung in der Abteilung Planung und Entwurf der Zentralen Transportleitung. 1977 und 1978 war er Hilfsreferent bei der ZTP, anschließend über einen Zeitraum von 25 Jahren im Bundesministerium für Verkehr, Bau- und Wohnungswesen tätig, anfangs in der Eisenbahnabteilung, seit 1997 als Leiter des Referates Sonderbauprogramme im Straßenbau einschließlich Privatisierung und Privatfinanzierung.
2003 wurde er zum Präsidenten des Eisenbahn-Bundesamtes ernannt und löste Horst Stuchly nach dessen Eintritt in den Ruhestand ab. Er war der zweite Präsident des Eisenbahn-Bundesamtes. Ab 2007 war er in Personalunion auch Präsident des Bundeseisenbahnvermögens. Keppel ging 2008 in den Ruhestand. Sein Nachfolger als EBA-Präsident wurde 2009 Gerald Hörster. 2013 wurde er in den Projektbeirat der DB Projekt Stuttgart–Ulm GmbH berufen.

## Ehrungen
- 2007: Verdienstkreuz am Bande der Bundesrepublik Deutschland